# صعو أصفر العرف
صعو أصفر العرف أو صَعْوة متوجة بالذهب (الاسم العلمي: Regulus  regulus) (بالإنجليزية: Goldcrest)‏ هو طائر ينتمي إلى صعو (فصيلة: Regulidae).

## معرض صور

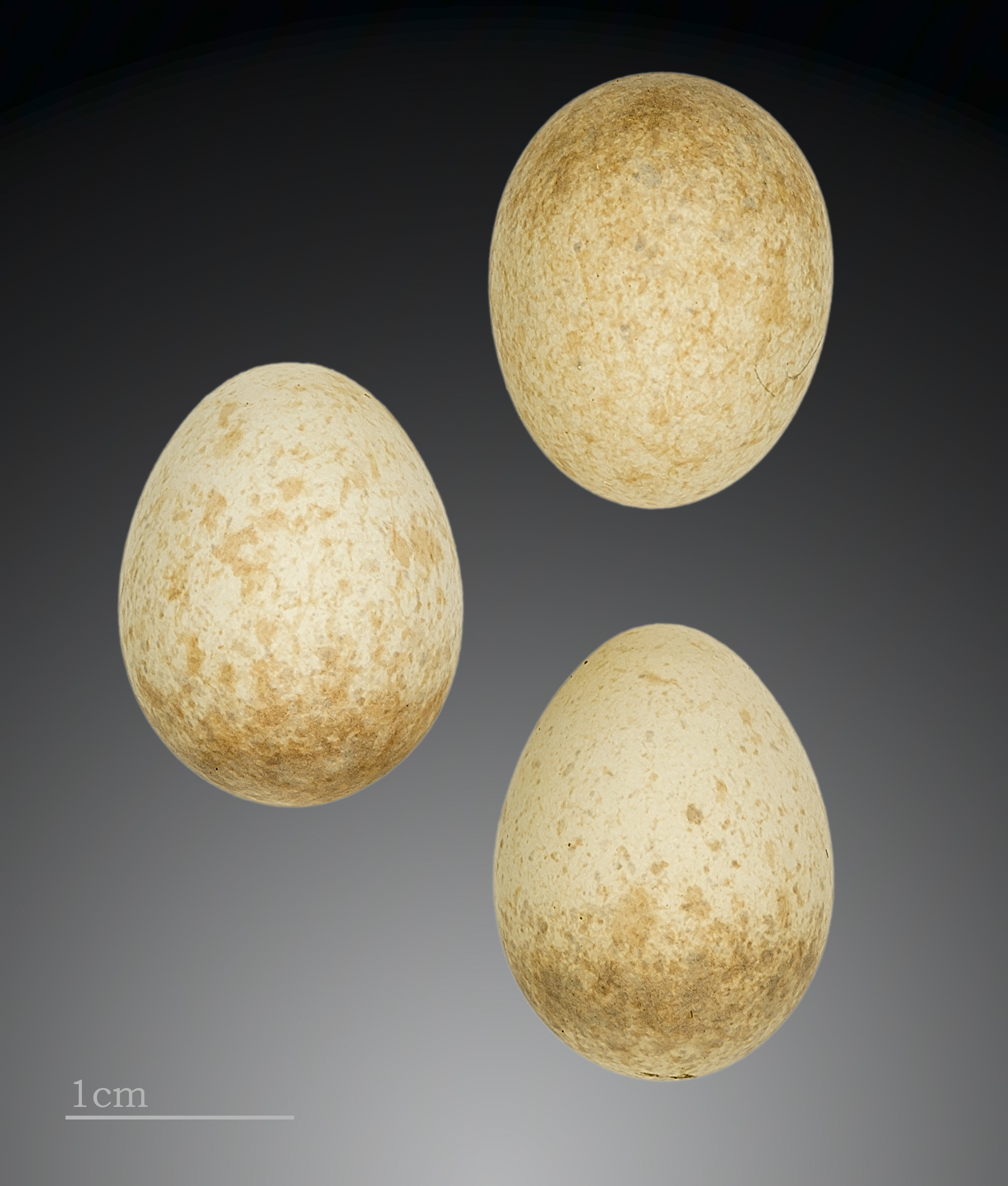
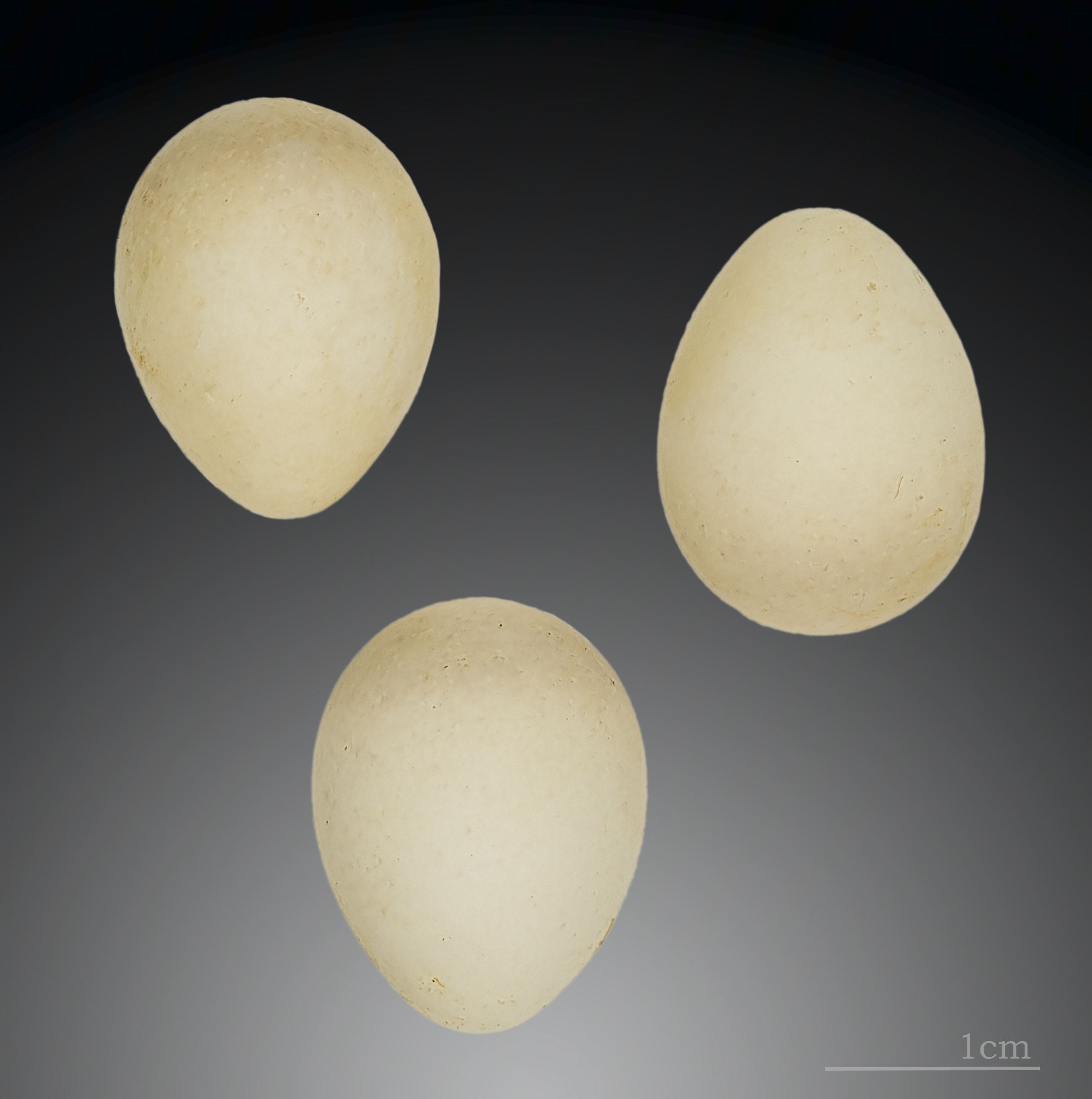
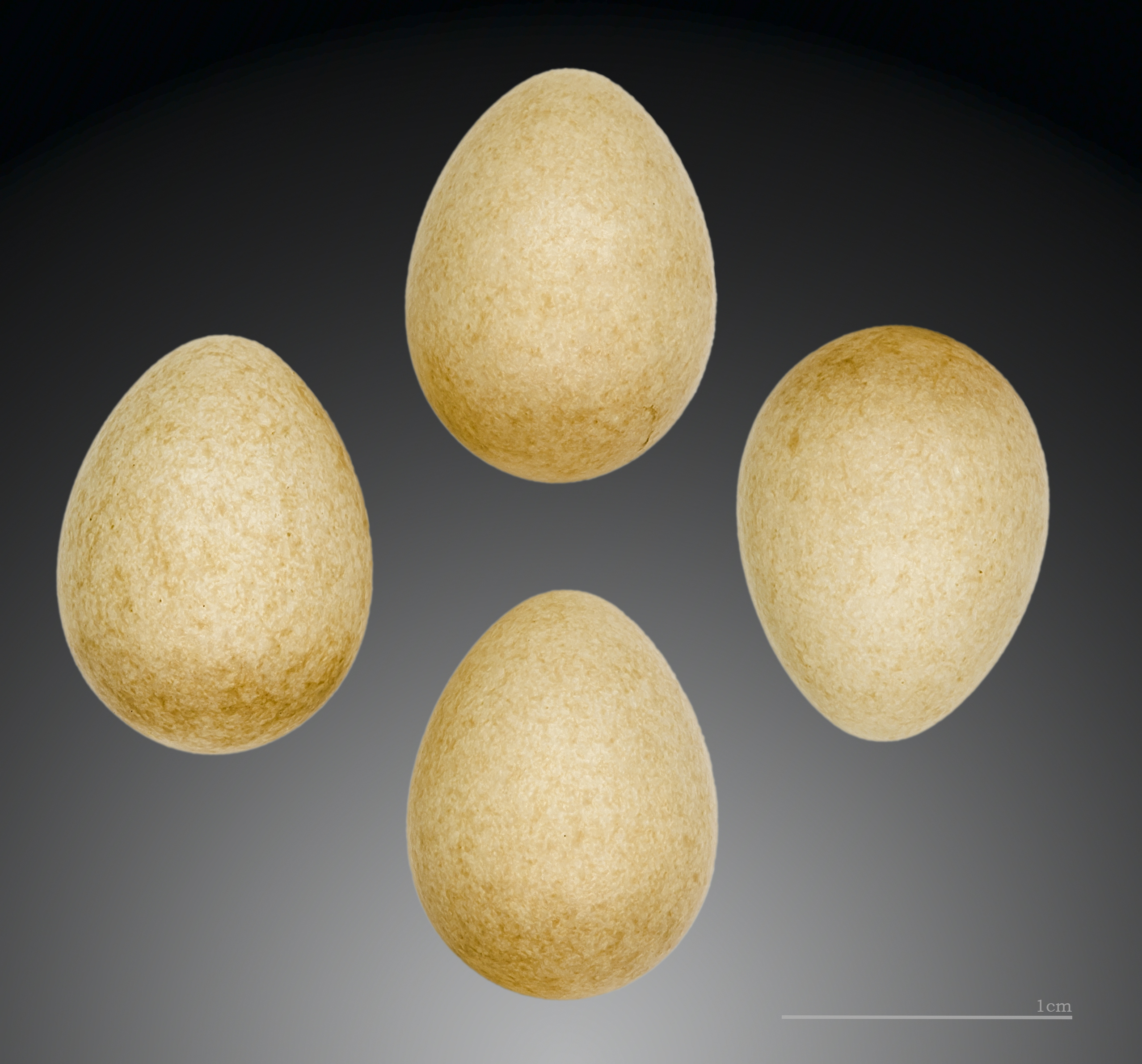
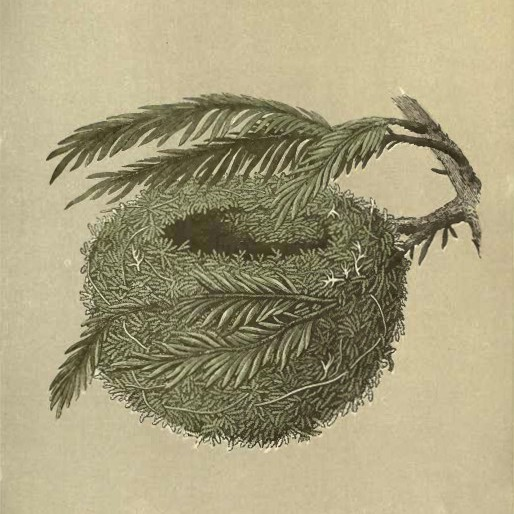
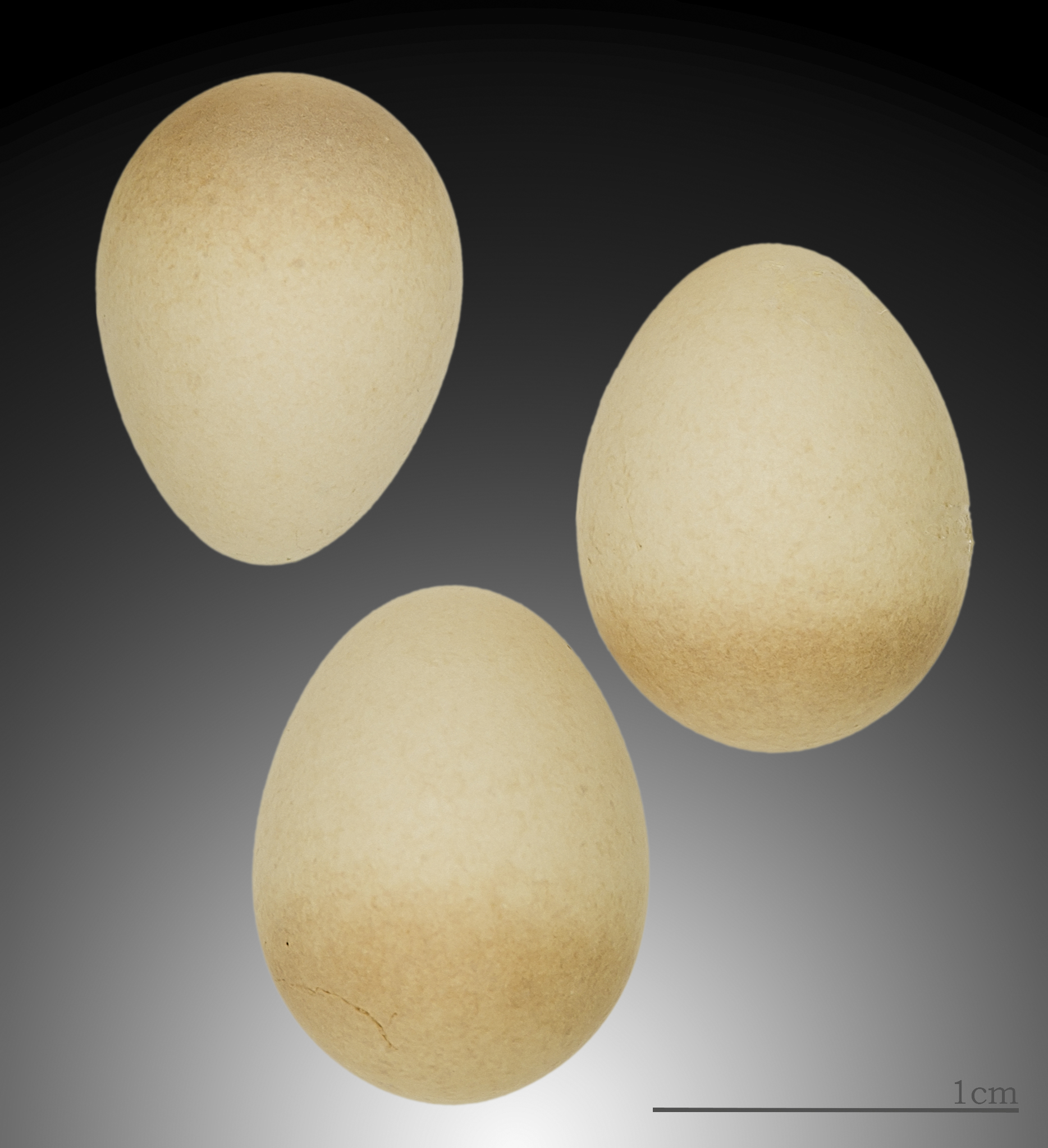